# Xenorma deleta
Xenorma deleta är en fjärilsart som beskrevs av Louis Beethoven Prout 1918. Xenorma deleta ingår i släktet Xenorma och familjen tandspinnare. Inga underarter finns listade i Catalogue of Life.